# 한윤서
한윤서(韓贇序, 1986년 9월 6일 ~ )는 대한민국의 희극 배우이다.

## 학력
- 백제예술대학 방송연예과

## 출연작

### 방송
- 《하땅사》 (MBC)
- 《코미디빅리그》 (tvN)
  - 《겟 잇 빈티》
  - 《썸&쌈》 장도연 역
  - 《요상한 민박집》 유상무의 애인 역
  - 《이게 무슨일이야》
  - 《사이다펀치》 기자 역
  - 《널 생각해》
- 《뮤직 코믹쇼》 (MBC Music)
- 《개그스타 GCC어워드》 (KBS)
- 《갤럭시 프로젝트》 (EBS1) - 비너스 역
- 《조선의 사랑꾼》 (TV CHOSUN) - 김준호♥︎김지민 편 VCR 출연

### 공연
- 《드립걸즈》

### 광고
- 아워홈 글루텐프리